# Tanja Radović
Tanja Radović (Karlovac, 1964.) hrvatska je spisateljica. Rođena je u Karlovcu, gdje je pohađala gimnaziju. Završila je kroatistiku na Filozofskom fakultetu u Zagrebu. Radi kao knjižničarka.

## Karijera
Na Hrvatskom radiju izvedene su joj drame Pomaknute ljubavi (1995.), Kuća (1997.), Kompjutor (1999.), Zarobljeni u crtežu (2001.), Putovanje u Plavo (2002.), Sunčeve pjege (2004.), Plastične đurđice (2005.), Mreža (2015.), Gospodarice vremena (2024.), radionapetice Pod krevetom (2009.), Oči (2010.), Murina u vrši (2013.), radiokomedije Knjižničarenje i knjižnično prigovaranje (2012.) i roman Pitanje Nade (2022.). 
Godine 1995. sudjelovala je u ponovnom pokretanju Studentskog kazališta Ivan Goran Kovačić iz Zagreba nakon višegodišnje stanke. U tom kazalištu praizvedene su joj drame Mačja glava (1996.), Kompjutor (1997.), Iznajmljivanje vremena (1999.), Zarobljeni u crtežu (2000.), Putovanje u Plavo (2006.) u kojima je sudjelovala kao glumica, redateljica ili koredateljica. Predstave su izabrane za Festival hrvatskih kazališnih amatera. Predstava Iznajmljivanje vremena proglašena je najboljom predstavom 39. Festivala hrvatskih kazališnih amatera i odabrana za sudjelovanje na Teatarfestu u Sarajevu 1999.
Bila je članica PHPD Zora iz Karlovca, Akademskog zbora „Ivan Goran Kovačić“ (od 1996. do 2006.) te benda Knjižnica grada Zagreba – KGZ benda, od 2007. do 2016. 
Bosansko narodno pozorište u Zenici izvelo joj je dramu Iznajmljivanje vremena pod naslovom Time sharing 3.0 u režiji Morane Foretić. Predstava je ušla u izbor 11. Marulićevih dana u Splitu 2001. godine i 37. Borštnikovog srečanja u Mariboru 2002. Kao hrvatski predstavnik sudjelovala je u radu Međunarodne dramske kolonije Od teksta do predstave Hrvatskog centra ITI u Motovunu 2001. 
Hrvatsko narodno kazalište u Mostaru praizvelo joj je dramu Noćna gušterica u režiji Lawrencea Kiirua (2002.). Predstava je gostovala na Mostarskom ljetnom festivalu (2002.), Tuzlanskim pozorišnim danima (2002.), 22. Pozorišnim igrama BIH (Jajce, 2003.) i na Festivalu scenskih umjetnosti Bihaćko ljeto (2003.). Putovanje u Plavo praizvelo joj je Bjelovarsko kazalište (Bjelovar, 2005.)
Kao dramaturginja i glumica sudjelovala je u predstavi Nostalgia Kazališta „Ivan Goran Kovačić“ u režiji Renate Carole Gattica (2012.). Sudjelovala je u sezoni 2022/2023. svojim dramama u projektu SKUD-a Ivan Goran Kovačić imena Aktivni Goranovci, koji se financirao iz Europskog socijalnog fonda, a uključivao je kazališne radionice s umirovljenicima.
S romanom Pitanje Nade (2015.) gostovala je na Festivalu svjetskog kazališta (Zagreb, 2015.). Njen drugi roman Rent-a-talent (2018.) snimljen je kao audioknjiga u Knjižnici za slijepe u Zagrebu (2018.), a autorica je ujedno i naratorica. Roman Pitanje Nade objavljen je i kao e-knjiga (2020.) i dramatiziran u emisiji Radio scena – izlog Dramskog programa Hrvatskoga radija (2022.). Treći roman, Oda mladosti ušao je uži izbor za nagradu Fric (2024.).  Prva zbirka priča Osporavanje kiše izdana joj je 2020.
Gostovala je u virtualnim književnim susretima Pisci na mreži (24.11.2021.) te u emisiji o kulturi i umjetnosti KolibriS (9.2.2022.), u emisijama Suvremena hrvatska proza (HRT, 3. program, 17.11.2022.), Na treći pogled (HRT, 3.program, 6.5.2024.). S romanom Oda mladosti (Zagreb, Meandarmedia, 2023.) gostovala je na tribini Kul u gradu (7.3.2024.)
Članica je Hrvatskog društva književnika za djecu i mlade – Kluba prvih pisaca od 2022. godine od kada počinje objavljivati i za djecu.
Na njezinom YouTube kanalu nalaze se neka od njenih djela u obliku audioknjiga. Autorica je ujedno i naratorica.

## Nagrade
Roman Oda mladosti ušao je u uži izbor nagrade Fric (24 sata, 2024.)
Osvojila je treću nagrade na natječaju za kratku priču „Zlatko Tomičić“ Književnog kruga Karlovac, 2022. te je na istome natječaju pohvaljena 2023. godine. 
Bajka Kako je Dobroslav išao za srećom ušla je u uži izbor dječjeg žirija za nagradu Ovca u kutiji, 2023. te u uži izbor za nagradu "Grigor Vitez" 2023.
Dobitnica je regionalne 2. nagrade „Aidin Maslačak Bajka“ u organizaciji Udruženja za promociju kulture „Fani“ i 8. festivala dječije umjetnosti FEDU, Sarajevo, 2022.
Dobitnica je nagrade Tena za najbolji dramski tekst za djecu i mlade (Umjetnička organizacija Asser Savus i Hrvatsko društvo književnika za djecu i mlade, 2021.)
Na natječaju za književnu nagradu "Drago Gervais" pohvaljen je njezin rukopis zbirke priča Osporavanje kiše (2019.)
Na Istrakonovim natječajima za kratke SF i fantasy priče, njene su priče odabrane među najbolje (2004., 2005. i 2008.), kao i na SFeraKonovom natječaju za zbirku hrvatske fantastike i SF-a (2007.). 
Dobitnica je nagrade SFERA u kategoriji drame za knjigu Ledeno doba (2010.).
Članica je uredništva časopisa za knjigu Tema od 2004. godine (Zagreb, Centar za knjigu). 
Drama Kompjutor uvrštena je u program 25. Salona mladih (Zagreb, 1998.) u kategoriji književnosti. Na natječaju nakladničke kuće Moderna vremena drama Mreža dobila je 3. nagradu za dramu 2000. godine. Drama Amorov uzdisaj dobila je 2. nagradu na natječaju Hrvatskog sabora kulture 2016. godine.

## Djela
Autorica je sljedećih objavljenih djela:
- Pozdrav Suncu – bajka (ilustracije Tomislav Tomić, Zagreb, Sipar, 2023.)
- Oda mladosti – roman (Zagreb, Meandarmedia, 2023., e-izdanje 2024.)
- Kako je Dobroslav išao za srcem – bajka (ilustracije Tomislav Tomić, Zagreb, Sipar, 2023.)
- Brundeša – dramski tekst za djecu (Zagreb, Hrvatsko društvo književnika za djecu i mlade, 2022.)
- Osporavanje kiše – zbirka priča (Zagreb, Meandarmedia, 2020.)
- Rent-a-talent – roman (Zagreb, Meandarmedia, 2018., audioknjiga – Knjižnici za slijepe, Zagreb)
- Pitanje Nade – roman (Zagreb, Meandarmedia, 2015., e-izdanje 2020.)
- Ledeno doba – knjiga drama (Zagreb, Meandarmedia, i SKUD „Ivan Goran Kovačić“, 2009.)
- Iznajmljivanje vremena – knjiga drama (Zagreb, Meandar i SKUD "Ivan Goran Kovačić", 2001.)
- Micek – kratka priča, objavljena u Pišem ti priču: zbirka kratkih priča 6. natječaja za kratku priču Gradske knjižnice Samobor, Gradska knjižnica Samobor, 2018.
- Kuća – Večernji list, 28.4.2018.
- Ledeno doba (Epoka lodowcowa) – drama, objavljena je u izboru iz suvremene hrvatske drame na poljskom jeziku – (Nie tylko) fragmenty : wybór nowych dramatów chorwackich (izbor Gabriela Abrasowicz, Leszek Małczak, Katowice, Wydawnictwo Uniwersytetu Śląskiego, 2019.)
- Zarobljeni u crtežu (Entrapped in the Drawing) – drama, objavljena je u izboru iz suvremene hrvatske drame na engleskom jeziku – Different voices (izbor Boris Senker, Zagreb, Hrvatski centar ITI-UNESCO, 2003.)[22]
- Objavljuje periodično članke, osvrte i eseje u časopisu za knjigu Tema (Zagreb, Centar za knjigu, 2004.- )
- SF priče objavljene su u ISTRAKON-ovim zbirkama kratkih SF i fantasy priča Bolja polovica, Ispod i iznad, Dobar ulov (Pazin, Pučko otvoreno učilište, 2004, 2005. i 2008.), kao i SFERAKON-ovoj zbirci hrvatske fantastike i SF-a Trinaesti krug bezdana (Zagreb, Mentor i SFera, 2007.)
- Priča Jutro poslije objavljena je u zborniku priča (natječaj Zadarskog lista za kratku priču P. Zoranić) – Trenutak proze, Zagreb, Znanje, 2010.
- Bajka Kraljevna i zmaj objavljena je u slikovnici Queer bajke (Zagreb, Domino, 2005.)
- SF priče objavljene su u časopisu Svjetlo (Karlovac, Matica hrvatska, ogranak Karlovac, 1-2/2006.)
- Kratke priče Vrata i Zrno graška objavljene su u časopisu Riječi (Sisak, Matica hrvatska, 4/2010.)
- U časopisu Plima objavljene su joj drame Centar za spavanje (Zagreb, AGM, 9/1995.) i Mačja glava (18/2000.)
- Drama Iznajmljivanje vremena objavljena je u časopisu Glumište (Zagreb, AGM, 1/1998.)
- Drama Gušterica objavljena je u časopisu Tmačaart (Mostar, 13-14, 2002.)
- U Zbornicima drama i predložaka za igre praizvedenih u programima 21. te 22. i 23. susreta zagrebačkih kazališnih amatera (Zagreb, Kulturni centar Peščenica, 1997. i 1999.) objavljene su joj drame Kompjutor(1997.) i Iznajmljivanje vremena(1999.). U Zborniku dramskih tekstova i sinopsisa praizvedenih na Susretima zagrebačkih kazališnih amatera 2000. i 2001. godine (Zagreb, Kulturni centar Peščenica, 2001.) objavljena joj je drama Zarobljeni u crtežu
- U Zborniku drama i predložaka za igre autorskog alternativnoga kazališta 2000. (Zagreb, Centar za kulturu i informacije Maksimir, 2001.) objavljena joj je drama Zarobljeni u crtežu (prevedeno i na engleski – Croatian alternative theather 2000: anthology of plays and playlets, translated by Vladimir Brljak, Zagreb, Centar za kulturu i informacije "Maksimir", 2001.)

## Vanjske poveznice
- Tanja Radović službena web-stranica
- Tanja Radović Meandarmedia
- Tanja Radović Portal drame.hr
- Tanja Radović YouTube
- Radović, Tanja; Geratović, Biljana. Autorski pristup (PDF). Kazalište. 41/42, 2010.: 94–98